# 108382 Karencilevitz
108382 Karencilevitz è un asteroide della fascia principale. Scoperto nel 2001, presenta un'orbita caratterizzata da un semiasse maggiore pari a 2,6620381 UA e da un'eccentricità di 0,0173253, inclinata di 22,63526° rispetto all'eclittica.